# Оскольское сельское поселение
Оско́льское се́льское поселе́ние — упразднённое муниципальное образование в Новооскольском районе Белгородской области.
Административный центр — село Оскольское.
19 апреля 2018 года упразднено при преобразовании Новооскольского района в Новооскольский городской округ.

## История
Оскольское сельское поселение образовано 20 декабря 2004 года в соответствии с Законом Белгородской области № 159.

## Население
| 2010  | 2011  | 2012  | 2013  | 2014  | 2015  | 2016  |
| ----- | ----- | ----- | ----- | ----- | ----- | ----- |
| 2415  | ↘2405 | ↘2374 | ↗2378 | ↗2387 | ↘2373 | ↗2381 |
| 2017  | 2018  |       |       |       |       |       |
| ↘2369 | ↗2386 |       |       |       |       |       |

## Состав сельского поселения
| № | Населённый пункт | Тип населённого пункта       | Население |
| - | ---------------- | ---------------------------- | --------- |
| 1 | Голубино         | село                         | ↘1154     |
| 2 | Елецкое          | село                         | ↘47       |
| 3 | Ключи            | хутор                        | →0        |
| 4 | Леоновка         | село                         | ↘452      |
| 5 | Мирошники        | хутор                        | ↗60       |
| 6 | Оскольское       | село, административный центр | ↗427      |
| 7 | Погромец         | хутор                        | ↗258      |
| 8 | Холки            | хутор                        | ↘17       |